# Кусиуирьячи (муниципалитет)
Кусиуирья́чи (исп. Cusihuiriachi) — муниципалитет в Мексике, штат Чиуауа с административным центром в одноимённом посёлке. Численность населения, по данным переписи 2010 года, составила 5414 человек.

## Общие сведения
Название Cusihuiriachi с языка тараумара можно перевести как прямостоящий флагшток.
Площадь муниципалитета равна 1608 км², что составляет 0,65 % от общей площади штата, а наивысшая точка — 2297 метров, расположена в поселении Окочи.
Он граничит с другими муниципалитетами штата Чиуауа: на севере с Куаутемоком, на востоке с Гран-Морелосом и Белисарио-Домингесом, на юге с Сан-Франсиско-де-Борхой и Каричи, и на западе с Герреро.

## Учреждение и состав
Муниципалитет был образован в 1825 году, в его состав входит 126 населённых пунктов, самые крупные из которых:
| Код INEGI | Населённый пункт                                                                              | Численность населения (2005 год) | Численность населения (2010 год) |
| --------- | --------------------------------------------------------------------------------------------- | -------------------------------- | -------------------------------- |
| 018       | Всего                                                                                         | 4835                             | 5414                             |
| 0004      | Лос-Аламос-де-Серро-Прието (исп. Los Álamos de Cerro Prieto) 28°11′20″ с. ш. 107°06′02″ з. д. | 461                              | 614                              |
| 0114      | Серро-Прието (исп. Cerro Prieto (Cerro Prieto de Abajo)) 28°14′59″ с. ш. 107°07′43″ з. д.     | 354                              | 400                              |
| 0026      | Чопеке (исп. Chopeque) 28°15′39″ с. ш. 107°10′11″ з. д.                                       | 409                              | 378                              |
| 0019      | Колония-Куси (исп. Colonia Cusi (Ojo de Agua)) 28°12′23″ с. ш. 106°58′47″ з. д.               | 257                              | 307                              |
| 0001      | Кусиуирьячи (исп. Cusihuiriachi) 28°14′28″ с. ш. 106°50′12″ з. д.                             | 75                               | 63                               |

## Экономика
По статистическим данным 2000 года, работоспособное население занято по секторам экономики в следующих пропорциях: сельское хозяйство, скотоводство и рыбная ловля — 66,6 %, промышленность и строительство — 14,5 %, сфера обслуживания и туризма — 16,4 %, прочее — 2,5 %.

## Инфраструктура
По статистическим данным 2010 года, инфраструктура развита следующим образом:
- электрификация: 97,2 %;
- водоснабжение: 97,5 %;
- водоотведение: 80,9 %.

## Фотографии

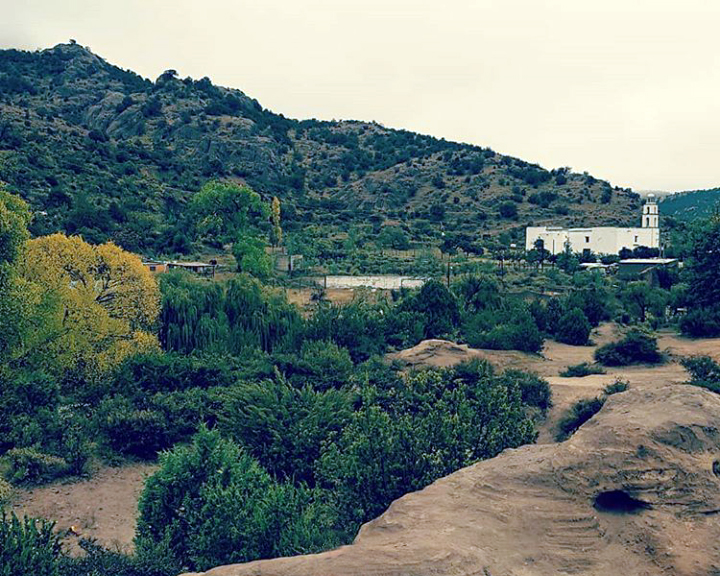
Церковь Святой Розы Лимской